# Інфраструктура як послуга
Інфраструкту́ра як по́слуга (англ. Infrastructure as a service, IaaS) — це модель обслуговування, в межах якої споживачу надається можливість керувати засобами обробки та збереження, комунікаційними мережами, та іншими фундаментальними обчислювальними ресурсами, на базі яких споживач може розгортати та виконувати довільне програмне забезпечення, до складу якого можуть входити операційні системи та прикладні програми. Споживач не керує фізичною та віртуальною інфраструктурою, що лежить в основі хмари, проте він контролює операційні системи, системи збереження, встановлені програми та, можливо, має обмежений контроль над деякими мережевими компонентами (наприклад, мережевими екранами вузлів).
IaaS складається з трьох основних компонентів:
- Апаратні засоби (сервери, системи зберігання даних, клієнтські системи, мережеве обладнання)
- Операційні системи та системне ПЗ (засоби віртуалізації, автоматизації, основні засоби управління ресурсами)
- Зв'язуюче ПЗ (наприклад, для управління системами)

## Ключові особливості IaaS
Технології віртуалізації
Технології віртуалізації дозволяють вам взяти обладнання і розділити його обчислювальні потужності на частини, які відповідають поточним потребам бізнесу, тим самим збільшуючи утилізацію наявних потужностей. В результаті ви перейдете від придбання, управління і амортизації апаратних активів до покупки процесорного часу, дискового простору, пропускної здатності мережі, яка необхідна для виконання вашої програми.
Інтегровані системи управління
У минулому для управління різними типами устаткування було потрібне різне ПЗ управління. Віртуалізація дозволяє реалізувати весь набір функцій управління в одній інтегрованій платформі.
Можливість використання найкращих архітектур і фреймворків
Якщо раніше кожній компанії для реалізації необхідної інфраструктури доводилося "винаходити велосипед" - то зараз до ваших послуг готові інфраструктури, реалізовані з урахуванням накопиченого досвіду і знань.
Infrastructure as a Service (IaaS) позбавляє підприємства від необхідності підтримки складних інфраструктур центрів обробки даних, клієнтських і мережевих інфраструктур, а також дозволяє зменшити пов'язані з цим капітальні витрати та поточні витрати. Можлива й додаткова економія, якщо послуги надаються в рамках інфраструктури спільного використання.

## Основні продукти
- Microsoft Hosted Messaging and Collaboration
- Tobit David.zehn!
- Jedem Das Seine
- Axigen Hosted SP Platform
- Zimbra Collaboration Suite
- Scalix Hosting Edition
- Zarafa Multitenant Edition
- Open-Xchange Hosting Edition

## Див.також
- Хмарні обчислення
- Хмарна інтеграція
- Програмне забезпечення як послуга
- Безпека як послуга
- Платформа як послуга
- Amazon Web Services
- 3tera
- ElasticHosts
- GoGrid
- Nimbus
- RightScale
- Scalr
- Slidebar
- OpenStack

## Виноски
1. ↑  The NIST Definition of Cloud Computing [Архівовано 3 квітня 2012 у Wayback Machine.](англ.)